# Basketball Bundesliga de 1968–69
A Temporada 1968–69 da Basketball Bundesliga foi a 3.ª edição da principal competição de basquetebol masculino na Alemanha. A equipe do VfL Osnabrück da Baixa Saxônia conquistou o seu primeiro título nacional.

## Equipes participantes
| Norte                   | Norte         | Sul                    | Sul               |
| Clube                   | Localização   | Clube                  | Localização       |
| ----------------------- | ------------- | ---------------------- | ----------------- |
| TuS 04 Leverkusen       | Leverkusen    | MTV 1846 Giessen       | Giessen           |
| VfL Osnabrück           | Osnabruque    | PSV Grünweiß Frankfurt | Frankfurt am Main |
| SSV Hagen               | Hagen         | FC Bayern München      | Munique           |
| Post-SV Hannover        | Hanôver       | USC München            | Munique           |
| ATV 77 Düsseldorf       | Dusseldórfia  | BC Darmstadt           | Darmstadt         |
| TuSA 06 Düsseldorf      | Dusseldórfia  | USC Mainz              | Mogúncia          |
| MTV Wolfenbüttel        | Volfembutel   | USC Heidelberg         | Edelberga         |
| Oldenburger TB          | Oldemburgo    | Heidelberger TV 1846   | Edelberga         |
| Neuköllner Sportfreunde | Berlim        | SC REI Koblenz         | Coblença          |
| ASC Gelsenkirchen       | Gelsenkirchen | TG Würzburg            | Wurtzburgo        |

## Classificação Fase Regular

### Grupo Norte
| Pos. | Clube                   | Pts   | Pts+ : Pts- | Classificação                   |
| ---- | ----------------------- | ----- | ----------- | ------------------------------- |
| 1    | VfL Osnabrück           | 34:2  | 1572:1166   | Classificados para segunda fase |
| 2    | TuS 04 Leverkusen       | 30:6  | 1288:1004   | Classificados para segunda fase |
| 3    | MTV Wolfenbüttel        | 26:10 | 1300:1105   |                                 |
| 4    | SSV Hagen               | 23:13 | 1312:1189   |                                 |
| 5    | ATV 77 Düsseldorf       | 20:16 | 1364:1324   |                                 |
| 6    | TuSA 06 Düsseldorf      | 16:20 | 1206:1243   |                                 |
| 7    | Oldenburger TB          | 11:25 | 1082:1265   |                                 |
| 8    | Neuköllner Sportfreunde | 11:25 | 1107:1295   |                                 |
| 9    | Post-SV Hannover        | 9:27  | 1118:1341   | Rebaixados                      |
| 10   | ASC Gelsenkirchen       | 0:36  | 1022:1439   | Rebaixados                      |

### Grupo Sul
|  | Pos. | Clube                  | Pts   | Pts+ : Pts- | Classificação               |
|  | ---- | ---------------------- | ----- | ----------- | --------------------------- |
|  | 1    | MTV 1846 Giessen       | 32:4  | 1521:1181   | Classificados para Playoffs |
|  | 2    | PSV Grünweiß Frankfurt | 30:6  | 1589:1307   | Classificados para Playoffs |
|  | 3    | FC Bayern München      | 28:8  | 1427:1248   |                             |
|  | 4    | USC Heidelberg         | 26:10 | 1425:1249   |                             |
|  | 5    | USC Mainz              | 22:14 | 1341:1228   |                             |
|  | 6    | Eintracht Frankfurt    | 14:22 | 1285:1398   |                             |
|  | 7    | Heidelberger TV 1846   | 11:25 | 1368:1395   |                             |
|  | 8    | USC München            | 9:27  | 1129:1253   |                             |
|  | 9    | BC Darmstadt           | 7:29  | 1241:1555   | Rebaixados                  |
|  | 10   | TG Würzburg            | 1:35  | 1067:1579   | Rebaixados                  |

|  |                                                   |
|  | Campeão da Copa da Alemanha na temporada anterior |
|  | Campeão da BBL na temporada anterior              |

## Final
|  | Semifinais             | Semifinais      | Semifinais | Semifinais |    |               | Final | Final |
|  |                        |                 |            |            |    |               |       |       |
|  | VfL Osnabrück          | 101             | 82         | 183        |    |               |       |       |
|  | PSV Grünweiß Frankfurt | 85              | 79         | 164        |    |               |       |       |
|  | PSV Grünweiß Frankfurt | 85              | 79         | 164        |    | VfL Osnabrück | 76    |       |
|  |                        |                 |            |            |    | VfL Osnabrück | 76    |       |
|  |                        | MTV 1846 Gießen | 69         |            |    |               |       |       |
|  | MTV 1846 Gießen        | MTV 1846 Gießen | 69         | 65         | 57 | 122           |       |       |
|  | MTV 1846 Gießen        |                 |            | 65         | 57 | 122           |       |       |
|  | TuS 04 Leverkusen      | 51              | 60         | 111        |    |               |       |       |

## Campeões da Basketball Bundesliga (BBL) 1968–69
| Campeões da BBL 1968–69  |
| ------------------------ |
| VfL Osnabrück 1.º título |

## Clubes rebaixados para a Regionalliga
- Post-SV Hannover
- ASC Gelsenkirchen
- BC Darmstadt
- TG Würzburg

## Clubes alemães em competições europeias
| Clube             | Competição        | Resultado                                                  |
| ----------------- | ----------------- | ---------------------------------------------------------- |
| MTV 1846 Gießen   | Copa dos Campeões | Eliminado na Primeira Fase por Real Madrid (81-97;71-102)  |
| FC Bayern München | Recopa Europeia   | Eliminado na Primeira Fase por AŠK Olimpija (81-101;46-94) |